# Rafael Bondi
Pour les articles homonymes, voir Bondi.
Renato Rafael Bondi est un footballeur brésilien né le 20 mars 1981 à São João de Meriti. Il joue au poste de milieu de terrain.
Il a joué 11 matchs en Serie A avec le FC Messine.